# Eurovision Young Musicians 1986
Het Eurovision Young Musicians 1986 was de derde editie van het muziekfestival en vond plaats op 27 mei 1986 in Kopenhagen. 

## Deelnemende landen
15 landen wouden deelnemen aan het festival, maar slechts vijf landen mochten naar de finale.

## Jury
Claudio Scimone
/ Carole Dawn Reinhart
 Poul Birkelund
 Georges Dumortier
 Ton Hartsuiker
 Hannu-Ilari Lampila
 Björn Liljequist
 Teresa Llacuna
 Jasna Nemec Novak
 Siegried Palm
 David Willcocks

## Overzicht

### Finale
| Plaats | Land                | Muzikant            | Instrument |
| ------ | ------------------- | ------------------- | ---------- |
| 1      | Frankrijk           | Sandrine Lazarides  | Piano      |
| 2      | Zwitserland         | Marian Rosenfeld    | Piano      |
| 3      | Finland             | Jan-Erik Gustafsson | Cello      |
| -      | Joegoslavië         | Aleksandar Madžar   | Piano      |
| -      | Verenigd Koninkrijk | Alan Brind          | Viool      |

### Halve finale
| Land                | Artiest               | Instrument | Resultaat      |
| ------------------- | --------------------- | ---------- | -------------- |
| België              | Rhonny Ventat         | Saxofoon   | uit            |
| Denemarken          | Janne Thomsen         | Fluit      | uit            |
| Finland             | Jan-Erik Gustafsson   | Cello      | gekwalificeerd |
| Frankrijk           | Sandrine Lazarides    | Piano      | gekwalificeerd |
| Ierland             | Seamus Conroy         | Viool      | uit            |
| Israël              | Shira Ravin           | Viool      | uit            |
| Italië              | Carlo Balzaretti      | Piano      | uit            |
| Joegoslavië         | Aleksandar Madžar     | Piano      | gekwalificeerd |
| Nederland           | Pauline Oostenrijk    | Hobo       | uit            |
| Noorwegen           | Ellen Margrete Flesjo | Cello      | uit            |
| Oostenrijk          | Günter Voglmayr       | Fluit      | uit            |
| Verenigd Koninkrijk | Alan Brind            | Viool      | gekwalificeerd |
| West-Duitsland      | Martin Menking        | Cello      | uit            |
| Zweden              | Peter Jablonski       | Piano      | uit            |
| Zwitserland         | Marian Rosenfeld      | Piano      | gekwalificeerd |

## Wijzigingen

Deelnemende landen
Landen die zich niet voor de finale kwalificeerden

### Debuterende landen
- België
- Ierland
- Israël
- Italië
- Joegoslavië

1982 · 1984 · 1986 · 1988 · 1990 · 1992 · 1994 · 1996 · 1998 · 2000 · 2002 · 2004 · 2006 · 2008 · 2010 · 2012 · 2014 · 2016 · 2018 · 2022 · 2024
Zie ook: Eurovisiedansfestival · Eurovisiesongfestival · Junior Eurovisiesongfestival · Eurovision Young Dancers · Eurovision Choir